# What a Song Can Do
What a Song Can Do — девятый студийный альбом американской кантри-группы Lady A, вышедший 22 октября 2021 года на лейбле Big Machine Records. Альбом включает сингл «Like a Lady» и тринадцать других треков. Это также первый новый альбом, выпущенный под изменённым именем Lady A (вместо Lady Antebellum), и второй после делюксового издания Ocean в 2020 году.

## История
Перед выпуском альбома группа выпустила мини-альбом What a Song Can Do (Chapter One) с треками с альбома. Этот мини-альбом содержит семь песен, а альбом содержит ещё семь. Тринадцать из четырнадцати песен проекта были написаны в соавторстве как минимум одним участником группы; Дэйв Хейвуд сам написал песню «Workin' on This Love» и даже исполнил в ней вокальную партию, что делает этот альбом первым и пока единственным, где он исполнил сольно. В треке «Friends Don’t Let Friends» приняли участие приглашенные вокалисты Карли Пирс, Томас Ретт и Дариус Ракер. Продюсером альбома выступил Дэнн Хафф.

## Отзывы
Диск получил положительные отзывы и рецензии музыкального сообщества, в том числе, таких изданий как Allmusic (который дал три рейтинговые звезды из пяти).
Стивен Томас Эрлевин из AllMusic написал: «14 песен никогда не отклоняются от середины пути, по которому они следуют с настойчивостью воскресной послеобеденной поездки […] они дают аранжировкам достаточно места для лёгкости и помогают мелодии оставаться на переднем плане — приёмы, которые делают прослушивание очень приятным, даже если оно довольно знакомое».

## Список композиций
| №                   | Название                                                                            | Автор(ы)                                                               | Основной вокал                  | Длительность |
| ------------------- | ----------------------------------------------------------------------------------- | ---------------------------------------------------------------------- | ------------------------------- | ------------ |
| 1.                  | «Talk of This Town»                                                                 | Хиллари Скотт Чарльз Келли Dave Haywood Nicolle Galyon Jordan Reynolds | Келли, Скотт                    | 3:45         |
| 2.                  | «What a Song Can Do»                                                                | Келли Sam Ellis Ryan Hurd Laura Veltz                                  | Келли, Скотт                    | 3:41         |
| 3.                  | «Like a Lady»                                                                       | Скотт Dave Barnes Michelle Buzz Martin Johnson Brandon Paddock         | Скотт                           | 3:01         |
| 4.                  | «Things He Handed Down»                                                             | Kelley Julian Bunetta Jesse Frasure Томас Ретт                         | Келли                           | 3:18         |
| 5.                  | «Fire»                                                                              | Скотт Келли Haywood Justin Ebach                                       | Скотт                           | 3:14         |
| 6.                  | «Chance of Rain»                                                                    | Келли Haywood Tofer Brown Ebach                                        | Келли                           | 3:31         |
| 7.                  | «Worship What I Hate»                                                               | Скотт Haywood Натали Хемби Amy Wadge                                   | Скотт                           | 4:20         |
| 8.                  | «Where Would I Be»                                                                  | David Garcia, Hemby, Jordan Minton                                     | Скотт, Келли                    | 3:43         |
| 9.                  | «Friends Don't Let Friends» (при участии Томаса Ретта, Дариуса Ракера и Карли Пирс) | Ретт, Келли, Bunetta, Эшли Горли                                       | Келли, Ретт, Ракер, Пирс, Скотт | 3:32         |
| 10.                 | «In Waves»                                                                          | Келли, Joey Hendricks, Alysa Vanderheym, Michael Whitworth             | Келли                           | 3:22         |
| 11.                 | «You Keep Thinking That»                                                            | Келли, Dave Cohen, Chris Gelbuda, Steven Lee Olsen                     | Скотт                           | 3:01         |
| 12.                 | «Be That for You»                                                                   | Haywood, Келли, Corey Crowder                                          | Келли, Скотт                    | 4:43         |
| 13.                 | «Workin’ on This Love»                                                              | Haywood                                                                | Haywood                         | 3:49         |
| 14.                 | «Swore I Was Leaving»                                                               | Haywood, Келли, Скотт, Reynolds, Parker Welling                        | Скотт, Келли                    | 4:24         |
| Общая длительность: | Общая длительность:                                                                 | Общая длительность:                                                    | Общая длительность:             | 51:24        |

## Позиции в чартах
| Чарт (2021)                              | Высшая позиция |
| ---------------------------------------- | -------------- |
| Австралия (ARIA)                         | 48             |
| Австралия (Country Albums, ARIA)         | 5              |
| Шотландия (Scottish Albums Chart)        | 31             |
| Швейцария (Schweizer Hitparade)          | 52             |
| Великобритания (UK Country Albums Chart) | 1              |
| Великобритания (UK Digital Albums Chart) | 18             |
| США (Billboard 200)                      | 135            |
| США (Billboard Top Country Albums)       | 12             |